# Šumperk
Šumperk (tjekkisk udtale: [ˈʃumpɛrk]; tysk: Mährisch Schönberg) er en by i regionen Olomouc i Tjekkiet med  omkring 25.000 indbyggere. Det er en industriby, men den rummer også værdifulde historiske og arkitektoniske monumenter. Den historiske bymidte er velbevaret og er beskyttet ved lov som et kulturmonument.

## Etymologi
Det oprindelige tyske navn er afledt af Schön Berg, der betyder "smukt bjerg", som senere blev suppleret med et kendetegnende adjektiv Mährisch. Det tjekkiske navn Šumperk udviklede sig fra en direkte fonetisk transskription.
Efter 2. verdenskrig og fordrivelsen af tyskerne var der et forslag om at give byen et navn med tjekkisk oprindelse. Forslagene omfattede omtrentlige oversættelser såsom Krásná Hora, Krásov eller Krásno nad Děsnou, og navne uden relation til det originale navn, såsom Svobodov, Velenov, Lnářov og Přadlenov. Til sidst forblev navnet på Šumperk uændret.

## Geografi
Šumperk ligger omkring 45 km nord for Olomouc. Den ligger i Hanušovice-højlandet, men på grund af sin nærhed til Hrubý Jeseník-bjergene får byen nogle gange tilnavnet "Porten til Jeseník." Det højeste punkt i kommunen er toppen af Ohařův kámen med en højde på 689 moh.
Šumperk ligger ved  Bratrušovský Creek, derer en biflod til floden  Desná, som danner den sydlige kommunegrænse.

## Historie

### 13.-16. århundrede
Šumperk blev sandsynligvis etableret af tyske nybyggere fra Schlesien i anden halvdel af det 13. århundrede. Byen blev hurtigt velstående på grund af rige forekomster af ædelmetaller. Šumperk tilhørte markgreven af Mähren. Den første skriftlige omtale af Šumperk er fra 1281. Dette dokument refererer til Jeneč fra Šumperk, en byadministrator, der boede i et lille fort i udkanten. Fortet er ikke bevaret. Et dominikanerkloster blev grundlagt i 1297.
Šumperk blev solgt til herrer af Lipá af markgreve Karl i 1340. Šumperk blev genvundet af markgreve af Mähren i 1352. I 1391 tildelte Jobst af Mähren Magdeburg rettigheder til Šumperk, herunder "The Mile Right", hvilket garanterede et produktions- og handelsmonopol for byens indbyggere op til en afstand af 1 tysk mil (7,4 km) fra byportene. Indbyggerne i Šumperk fik også tilladelse til at brygge.
Under hussitterkrigene blev byen pantsat til den katolske adelsmand Beneš af Valdštejn, derfor var Šumperk modstander af hussittereformationen. Hussitternes hære afsluttede med succes deres felttog i Østbøhmen den 14. september 1424 og rykkede ind i Nordmähren den 23. september. Šumperk var ikke hovedmålet for de hussitiske krigsherrer, hvis primære mål var at erobre den moraviske markgrevshovedstad i Olomouc, men et angreb på Šumperk blev indledt af den lokale herre Proček Bouzovský af Vildenberk, ejeren af Loštice. Belejringen var kort, fordi byportene blev åbnet af hussitiske sympatisører i Šumperk. Proček Bouzovský af Vildenberk regerede byen indtil 1445, hvor Šumperk blev belejret af katolikker fra Olomouc. Igen blev byportene inde fra. 
I 1490 var Šumperk stedet for et møde mellem bøhmiske og moraviske stændermedlemmer, hvor de nåede til enighed om Vladislaus 2.'s kandidatur til den tjekkiske trone. I 1496 blev Šumperk købt af huset Zierotin.

### 16.-17. århundrede
Zierotinerne blev permanente ejere af Šumperk i 1507. Petr af Zierotin valgte Šumperk Slot som sit familiesæde og har bygget bymurene. I det relativt fredelige 1500-tal blev byen velstående, primært på grund af tekstilhåndværket. Velstanden gjorde det muligt for byen at købe sig ud af livegenskabet, og den blev direkte underordnet den bøhmiske konge i 1562. I løbet af anden halvdel af det 16. århundrede blev byen ramt af tre pestepidemier og ødelæggende oversvømmelser.
I 1622 mistede Šumperk sine privilegier for at deltage i det bøhmiske oprør og blev erhvervet af huset Lichtenstein, som ejede byen indtil det feudale systems fald i 1848. Ved slutningen af Trediveårskrigen, mellem 1642 og 1646, blev byen erobret og plyndret flere gange af den svenske hær. I 1669 blev Šumperk ramt af en stor brand, som ødelagde hele byen. I slutningen af det 17. århundrede blev byen genopbygget i ruiner.
Mellem 1679 og 1693 blev 25 mennesker fra Šumperk dræbt i hekseprocesser.

### 18.-19. århundrede
Industrimanden Johann Ernst Klapperoth fra Wien etablerede en fabrik, der producerede fløjlsbukser i 1785, den første af sin art i det habsburgske monarki. Antallet af fabrikker i byen steg gradvist gennem 1800-tallet, hvor der blev etableret store linned- og tekstilfabrikker. Et hørspinderi blev åbnet i 1842. I løbet af det 19. århundrede blev Šumperk det moraviske centrum for industriel produktion af hør og silke.
Andre lokale virksomheder omfattede et bryggeri (åbnet 1861), et støberi (åbnet 1868), en fabrik, der producerede lertøj (åbnet 1868), et mineralolieraffinaderi (åbnet 1871), en tekstilmaskinefabrik (åbnet 1898), en fabrik, der producerede jernvarer (åbnet 1903), tre store savværker (i 1905), tre teglværker (i 1905), to fabrikker, der producerede flyvende skytter og spoler (i 1905). Andre virksomheder, der opererede i begyndelsen af det 20. århundrede var to læderfabrikker, en fabrik, der forarbejdede fedtstoffer, en papfabrik, et slagteri, et kraftværk og et gasværk. 
I 1871 blev en jernbanelinje mellem Šumperk og Zábřeh færdig.
På grund af udviklingen af industri og økonomisk velstand,  ændrede byens urbane og arkitektoniske fremtoning sig markant i anden halvdel af det 19. århundrede og vigtige wienerarkitekter blev inviteret til at bygge villaer og andre bygninger. For sin tilgang til Wiens udseende fik Šumperk nogle gange tilnavnet "Lille Wien".

### 20. århundrede
Sudetertyskere i det kejserlige østrig-ungarske råd erklærede suverænitet for tysk-beboede Mähren, herunder Šumperk, under navnet Sudeterland i Republikken Tysk-Østrig. Tjekkerne accepterede ikke opdelingen og erklærede efter tanken om de bøhmiske statsrettigheder, at hele Bøhmen og Mähren skulle inkluderes i den oprettende tjekkoslovakiske stat.
En af de tyske oprørere var borgmesteren i Šumperk, Gustav Oberleithner, som blev vicepremierminister. Den 7. november krævede tjekkiske udsendinge overgivelse af Šumperks tyske selvstyre. Ved at fastslå fakta på stedet, invaderede tjekkoslovakiske tropper de tysktalende områder. Den 15. december 1918 overgav Šumperk sig ved truslen om anvendelse af våbenmagt mod byen.
Efter München-aftalen i 1938 blev Šumperk besat af Wehrmacht og blev knyttet til Nazityskland som en del af Reichsgau Sudetenland. De sidste tjekkiske familier flyttede ind i landet. Besættelsen og Anden Verdenskrig standsede den økonomiske velstand og bragte store tab.
Efter 2. verdenskrig blev de tyske indbyggere i byen fordrevet. Šumperk blev hurtigt genbefolket, især af tjekkere fra indlandet. Den 21. august 1968 blev Šumperk besat af den polske folkehær, som blev erstattet af den røde hær den 3. oktober 1968. Jan Zajíc, en elev fra Šumperk Industrial School, fulgte Jan Palach, og  begik selvmord ved selvbrænding som en politisk protest mod den sovjetiske besættelse.

## Galleri
- Hlavní třída-gaden
- Del af of Hlavní třída-gaden
- Tidligere Bebudelseskirken
- Tidligere Svět Cinema
- Funktionalistisk posthus
- Funktionalistiske bygninger